# Timin-DNK glikozilaza
Timin-DNK glikozilaza (EC 3.2.2.29, za neusklađenost specifična timin-DNK glikozilaza, za neusklađenost specifična timin-DNK N-glikozilaza, hTDG, hsTDG, TDG, timinska DNK glikozilaza, G/T glikozilaza, uracil/timin DNK glikozilaza,  za neusklađenost specifična timidin-DNK glikozilaza,  za neusklađenost specifična timinska DNK-glikozilaza) je enzim sa sistematskim imenom timin-DNK dezoksiribohidrolaza (otpuštanje timina). Ovaj enzim katalizuje sledeću hemijsku reakciju
specifična hidroliza neusklađene dvolančane DNK i polinukleotida čime se oslobađa timin
Zimin-DNK glikozilaza je deo mehanizma za popravku DNK.

## Literatura
- Nicholas C. Price; Lewis Stevens (1999). Fundamentals of Enzymology: The Cell and Molecular Biology of Catalytic Proteins (Third изд.). USA: Oxford University Press. ISBN 019850229X.
- Eric J. Toone (2006). Advances in Enzymology and Related Areas of Molecular Biology, Protein Evolution (Volume 75 изд.). Wiley-Interscience. ISBN 0471205036.
- Branden C; Tooze J. Introduction to Protein Structure. New York, NY: Garland Publishing. ISBN 0-8153-2305-0.
- Irwin H. Segel. Enzyme Kinetics: Behavior and Analysis of Rapid Equilibrium and Steady-State Enzyme Systems (Book 44 изд.). Wiley Classics Library. ISBN 0471303097.
- William P. Jencks (1987). Catalysis in Chemistry and Enzymology. Dover Publications. ISBN 0486654605.

## Spoljašnje veze
- Thymine-DNA+glycosylase на 